# Góra (Slezské vojvodství)
Góra (německy Guhrau) je vesnice v Polsku ve Slezském vojvodství, okres Pszczyna, gmina Miedźna.

## Název
Název města v latinském tvaru Gora zmiňuje v letech 1470–1480 Jan Długosz v knize Liber beneficiorum dioecesis Cracoviensis. Góra je uvedene na mapě Abrahama Orteliuse z roku 1603 pod staropolským názvem Gora.

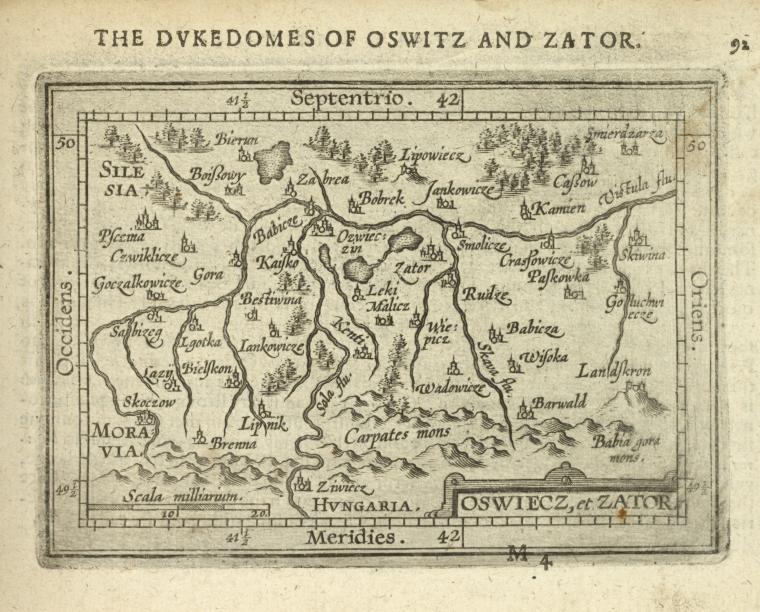
Góra na mapě Abrahama Orteliuse z roku 1603.

## Poloha
Góra má rozlohu 968 ha a je nejlidnatější vesnicí gminy Miedźna. Na severu sousedí s Gilowicami i Frydkem. Na jihu a východě hranici tvoří Visla, která v tomto úseku silně meandruje. Její pravý břeh (východní hranice) tvoří hranici s obcemi Jawiszowice a Brzeszcze okresu Osvětim. Na jihu sousedí s Dankowicemi.

## Historie
V roce 1869 měla farní kostel sv. Barbory a katolickou školu, tři statky (dvory) a dva ovčíny. Byla v majetku knížete Pszczyny. 
V letech 1975–1998 vesnice byla začleněna pod vojvodství Katovice.
31. prosince 2005 žilo ve vesnici 2554 obyvatel.
V roce 2011 ve vesnici žilo 2752 obyvatel.

## Památky
- Kostel sv. Barbory postavený v druhé polovině 16. století. V letech 1580–1628 byl v rukou protestantů (kalvinistů). Kostel roubené konstrukce je postaven částečně na cihlové podezdívce. Kostel je součástí Stezky dřevěné architektury.